# (19139) Apian
(19139) Apian ist ein Asteroid des Hauptgürtels, der am 6. April 1989 von Freimut Börngen am Observatorium der Thüringer Landessternwarte Tautenburg entdeckt wurde.
Apian ist nach dem deutschen Renaissance-Gelehrten Peter Apian benannt. Der Name gilt als offizieller internationaler Standard und ist bei der Internationalen Astronomischen Union (IAU) eingetragen.